# Морозов-Поплевин, Василий Григорьевич
Василий Григорьевич Морозов-Поплевин (ум. 1538) — русский государственный и военный деятель, сын боярский и голова, затем окольничий, боярин и воевода в правление Ивана III Васильевича, Василия III Ивановича и Елены Глинской.

## Биография
Второй из пятерых сыновей боярина и воеводы Григория Васильевича Морозова-Поплевы от первого брака с некой Марией. Братья — Иван (боярин), Яков (окольничий), Григорий и Роман Григорьевичи Морозовы-Поплевины.

## Служба
В 1495 году Василий Григорьевич Морозов сопровождал великого князя московского Ивана III Васильевича в его поездке в Великий Новгород. В 1500 году упоминается в чине свадьбы боярина и воеводы князя Василия Даниловича Холмского с великой княжной Феодосией Ивановной, дочерью Ивана III.
В мае 1501 году В. Г. Морозов назначен вторым воеводой в полк левой руки на случай похода из Новгорода на Великое княжество Литовское.
В феврале 1509 года отправлен наместником в Перевитеск, а в марте послан в Крым для подписания мирного договора с крымским ханом Менгли Гераем. В июле 1510 года Василий Григорьевич Морозов вернулся из Крыма в Москву. В ноябре 1512 года был отправлен с полком левой руки из Новгорода «в Холмский городок». В 1516 года — второй воевода большого полка на р. Вашане, а зимой 1516/1517 года — третий воевода у боярина князя Василия Васильевиче Немого-Шуйского в том же полку и участвовал в походе из Великих Лук под Полоцк.
В 1519 года воевода Василий Григорьевич Морозов-Поплевин вновь ходил «с Лук с Великих … к Полотцку» вторым воеводой большого полка. В 1522 года с титулом «дворецкого Нижнего Новгорода» ездил ездил вместе с А. Н. Бутурлиным в Краков с перемирной грамотой и присутствовал на её подписании польским королём и великим князем литовским Сигизмундом I Казимировичем Старым. По этому случаю В. Г. Морозов был пожалован в окольничие.
В октябре 1531 года уже в чине боярина был отправлен вторым воеводой у боярина князя Василия Васильевича Шуйского в большом полку к Нижнему Новгороду. В январе 1533 года упоминается в чине свадьбы удельного князя Андрея Ивановича Старицкого с княжной Ефросиньей Андреевной Хованской: «на окольничем месте сидел». В том же 1533 году вместе со старшим братом Иваном присутствовал на совещании Боярской думы у постели смертельно больного великого князя Василия III Ивановича.
В сентябре 1535 года боярин Василий Григорьевич Морозов-Поплевин командовал «по стародубским вестем» передовым полком в Коломне, затем был направлен в Каширу, откуда в конце месяца, после роспуска «болших» воевод, возвращен третьим воеводой в Коломну.
В 1537 году вместе с Г. Д. Загряжским привез из Новгорода перемириную грамоту великого князя московского Ивана III с великим князем литовским Сигизмундом I Старым. В апреле того же 1537 года возглавил посольство в Великое княжество Литовское.
В 1538 году боярин Василий Григорьевич Морозов-Поплевин скончался, оставив после себя Григория, Владимира и Петра, а также дочь Ульяну (Евдокию).